# Liste der Kulturdenkmäler in Stein-Neukirch
In der Liste der Kulturdenkmäler in Stein-Neukirch sind alle Kulturdenkmäler der rheinland-pfälzischen Ortsgemeinde Stein-Neukirch aufgeführt. Grundlage ist die Denkmalliste des Landes Rheinland-Pfalz (Stand: 21. Dezember 2021).

## Einzeldenkmäler
| Bezeichnung              | Lage                                        | Baujahr                            | Beschreibung                                                                                                   | Bild                           |
| ------------------------ | ------------------------------------------- | ---------------------------------- | --- | ------------------------------ |
| Evangelische Pfarrkirche | Neukirch, Burbacher Straße 11 Lage          | 14. Jahrhundert                    | Chor aus dem 14. Jahrhundert, Saalbau von 1746, im Kern mittelalterlicher, 1816 weitgehend erneuerter Westturm | weitere Bilder Fotos hochladen |
| Grabmäler                | Neukirch, Burbacher Straße, bei Nr. 11 Lage | 19. Jahrhundert                    | im ummauerten Kirchhof: Grabsteine und eiserne Grabkreuze, 19. Jahrhundert                                     | weitere Bilder Fotos hochladen |
| Brunnen                  | Stein, Brunnenstraße Lage                   | zweite Hälfte des 19. Jahrhunderts | gusseiserner Laufbrunnen, zweite Hälfte des 19. Jahrhunderts                                                   | weitere Bilder Fotos hochladen |
| Quereinhaus              | Stein, Neukircher Straße 12 Lage            | nach 1857                          | Fachwerk-Quereinhaus, teilweise verschiefert, wohl kurz nach 1857                                              | Fotos hochladen                |
| Brunnen                  | Stein, Neukircher Straße, bei Nr. 26 Lage   | zweite Hälfte des 19. Jahrhunderts | gusseiserner Laufbrunnen, zweite Hälfte des 19. Jahrhunderts                                                   | weitere Bilder Fotos hochladen |
| Quereinhaus              | Stein, Zum Krautgarten 5 Lage               | nach 1857                          | Quereinhaus, verputzt und verkleidet, wohl kurz nach 1857                                                      | Fotos hochladen                |